# Hydrocharitales
Ordre
Classification APG III (2009)
Classification APG IV (2016)
Les Hydrocharitales sont un ordre de plantes monocotylédones aquatiques. En classification classique de Cronquist (1981) il ne comprend qu'une famille :
- Hydrocharitacées : famille de la Morène et de l'Élodée.

En classification phylogénétique APG III (2009) et en classification phylogénétique APG IV (2016) cet ordre n'existe pas (voir Alismatales).